# Pleurosaurus
Pleurosaurus é um gênero de réptil marinho pré-histórico que viveu durante o período Jurássico. Seus fósseis foram descobertos na Alemanha. Ele tinha corpo alongado, com aproximadamente 60 cm de comprimento, o Pleurosaurus era um bom nadador e pertencia à antiga ordem dos Sphenodontida, cujo único membro ainda vivo é o Tuatara, da Nova Zelândia. 